# Kathy Mattea
Kathleen Alice «Kathy» Mattea (pronunciado ma-TAY-a, South Charleston, 21 de junio de 1959) es una cantante estadounidense de música country y bluegrass, que también ha incursionado en la música folk, música celta y sonidos country tradicionales. Su primer disco fue lanzado en 1983, y desde entonces, ha grabado diecisiete álbumes y ha ingresado a Hot Country Singles & Tracks de Billboard más de treinta sencillos, incluyendo «Goin' Gone», «Eighteen Wheels and a Dozen Roses», «Come From the Heart» y «Burnin' Old Memories», así como veinte sencillos adicionales en el Top Ten.
Ha recibido diversos reconocimientos, entre ellos un Premio Grammy a la mejor interpretación vocal country femenina por «Where've You Been» de 1990 y un Premio Grammy al mejor álbum gospel sureño en la ceremonia de 1994 por Good News.

## Discografía

### Álbumes de estudio

#### Década de 1980
| Título                                                  | Detalles | Máxima posición en listas | Máxima posición en listas | Máxima posición en listas | Certificaciones (Ventas) |
| Título                                                  | Detalles | US Country                | US                        | CAN Country               | Certificaciones (Ventas) |
| ------------------------------------------------------- | --- | ------------------------- | ------------------------- | ------------------------- | ------------------------ |
| Kathy Mattea                                            | - Fecha de lanzamiento: 22 de marzo de 1984 - Sello discográfico: PolyGram/Mercury Records - Formatos: LP, CD, casete      | 42                        | —                         | —                         |                          |
| From My Heart                                           | - Fecha de lanzamiento: 1985 - Sello discográfico: PolyGram/Mercury Records - Formatos: LP, CD, casete                     | 42                        | —                         | —                         |                          |
| Walk the Way the Wind Blows                             | - Fecha de lanzamiento: 1986 - Sello discográfico: PolyGram/Mercury Records - Formatos: LP, CD, casete                     | 13                        | —                         | —                         |                          |
| Untasted Honey                                          | - Fecha de lanzamiento: 28 de septiembre de 1987 - Sello discográfico: PolyGram/Mercury Records - Formatos: LP, CD, casete | 11                        | —                         | —                         | - Estados Unidos: Oro    |
| Willow in the Wind                                      | - Fecha de lanzamiento: 4 de abril de 1989 - Sello discográfico: PolyGram/Mercury Records - Formatos: LP, CD, casete       | 6                         | 82                        | 28                        | - Estados Unidos: Oro    |
| "—" denota que el lanzamiento no apareció en las listas | |                           |                           |                           |                          |

#### Década de 1990
| Título                 | Detalles | Máxima posición en listas | Máxima posición en listas | Máxima posición en listas | Certificaciones (Ventas) |
| Título                 | Detalles | US Country                | US                        | UK                        | Certificaciones (Ventas) |
| ---------------------- | --- | ------------------------- | ------------------------- | ------------------------- | ------------------------ |
| Time Passes By         | - Fecha de lanzamiento: 19 de marzo de 1991 - Sello discográfico: PolyGram/Mercury Records - Formatos: CD, casete           | 9                         | 72                        | —                         | - Estados Unidos: Oro    |
| Lonesome Standard Time | - Fecha de lanzamiento: 22 de septiembre de 1992 - Sello discográfico: PolyGram/Mercury Records - Formatos: CD, casete, DCC | 41                        | 182                       | —                         | - Estados Unidos: Oro    |
| Walking Away a Winner  | - Fecha de lanzamiento: 17 de mayo de 1994 - Sello discográfico: PolyGram/Mercury Records - Formatos: CD, casete            | 12                        | 87                        | —                         | - Estados Unidos: Oro    |
| Love Travels           | - Fecha de lanzamiento: 4 de febrero de 1997 - Sello discográfico: Mercury Nashville - Formatos: CD, casete                 | 15                        | 121                       | 65                        |                          |

#### Décadas de 2000 y 2010
| Título                                                  | Detalles | Máxima posición en listas | Máxima posición en listas | Máxima posición en listas |
| Título                                                  | Detalles | US Country                | US Blue- grass            | US Folk                   |
| ------------------------------------------------------- | --- | ------------------------- | ------------------------- | ------------------------- |
| The Innocent Years                                      | - Fecha de lanzamiento: 16 de mayo de 2000 - Sello discográfico: Mercury Nashville - Formatos: CD, casete                  | 35                        | —                         | —                         |
| Roses                                                   | - Fecha de lanzamiento: 30 de julio de 2002 - Sello discográfico: Narada Records - Formatos: CD, casete                    | 38                        | —                         | —                         |
| Right Out of Nowhere                                    | - Fecha de lanzamiento: 27 de septiembre de 2005 - Sello discográfico: Narada Records - Formatos: CD, descarga digital     | 73                        | —                         | —                         |
| Coal                                                    | - Fecha de lanzamiento: 1 de abril de 2008 - Sello discográfico: Captain Potato - Formatos: CD, descarga digital           | 64                        | 1                         | —                         |
| Calling Me Home                                         | - Fecha de lanzamiento: 11 de septiembre de 2012 - Sello discográfico: Sugar Hill Records - Formatos: CD, descarga digital | 54                        | 2                         | 21                        |
| "—" denota que el lanzamiento no apareció en las listas | |                           |                           |                           |

### Álbumes compilatorios
| Título                                                  | Detalles | Máxima posición en listas | Máxima posición en listas | Máxima posición en listas | Certificaciones (Ventas)                |
| Título                                                  | Detalles | US Country                | US                        | UK                        | Certificaciones (Ventas)                |
| ------------------------------------------------------- | --- | ------------------------- | ------------------------- | ------------------------- | --------------------------------------- |
| A Collection of Hits                                    | - Fecha de lanzamiento: 7 de agosto de 1990 - Sello discográfico: PolyGram/Mercury Records - Formatos: CD, casete     | 8                         | 80                        | —                         | - Estados Unidos: Platino - Canadá: Oro |
| Special Collection                                      | - Fecha de lanzamiento: 1995 - Sello discográfico: PolyGram Special Market - Formatos: CD, casete                     | —                         | —                         | —                         |                                         |
| Ready for the Storm                                     | - Fecha de lanzamiento: 1995 - Sello discográfico: Mercury - Formatos: CD                                             | —                         | —                         | 61                        |                                         |
| The Definitive Collection                               | - Fecha de lanzamiento: 29 de agosto de 2006 - Sello discográfico: Mercury Nashville - Formatos: CD, descarga digital | —                         | —                         | —                         |                                         |
| "—" denota que el lanzamiento no apareció en las listas | |                           |                           |                           |                                         |

### Álbumes navideños
| Título                | Detalles | Máxima posición en listas |
| Título                | Detalles | US Country                |
| --------------------- | --- | ------------------------- |
| Good News             | - Fecha de lanzamiento: 21 de septiembre de 1993 - Sello discográfico: PolyGram/Mercury Records - Formatos: CD, casete | 51                        |
| Joy for Christmas Day | - Fecha de lanzamiento: 20 de septiembre de 2003 - Sello discográfico: Narada Records - Formatos: CD, casete           | 69                        |

## Sencillos

### Década de 1980
| 1983 | «Street Talk»                       | 25 | —  | —  | Kathy Mattea                |
| 1984 | «Someone Is Falling in Love»        | 26 | —  | —  | Kathy Mattea                |
| 1984 | «You've Got a Soft Place to Fall»   | 44 | —  | —  | Kathy Mattea                |
| 1984 | «That's Easy for You to Say»        | 50 | —  | —  | Kathy Mattea                |
| 1985 | «It's Your Reputation Talkin'»      | 34 | —  | —  | From My Heart               |
| 1985 | «He Won't Give In»                  | 22 | —  | —  | From My Heart               |
| 1985 | «Heart of the Country»              | 46 | —  | —  | From My Heart               |
| 1986 | «Love at the Five and Dime»         | 3  | —  | —  | Walk the Way the Wind Blows |
| 1986 | «Walk the Way the Wind Blows»       | 10 | —  | —  | Walk the Way the Wind Blows |
| 1987 | «You're the Power»                  | 5  | —  | —  | Walk the Way the Wind Blows |
| 1987 | «Train of Memories»                 | 6  | —  | 15 | Walk the Way the Wind Blows |
| 1987 | «Goin' Gone»                        | 1  | —  | 3  | Untasted Honey              |
| 1988 | «Eighteen Wheels and a Dozen Roses» | 1  | —  | 1  | Untasted Honey              |
| 1988 | «Untold Stories»                    | 4  | —  | *  | Untasted Honey              |
| 1988 | «Life as We Knew It»                | 4  | —  | *  | Untasted Honey              |
| 1989 | «Come from the Heart»               | 1  | —  | 1  | Willow in the Wind          |
| 1989 | «Burnin' Old Memories»              | 1  | —  | 4  | Willow in the Wind          |
| 1989 | «Where've You Been»                 | 10 | 25 | 13 | Willow in the Wind          |
| "—" denota que el lanzamiento no apareció en las listas * denota que se desconoce la máxima posición en las listas |                                     |    |    |    |                             |

### Década de 1990
| 1990                                                    | «She Came from Fort Worth»                        | 2  | 13 | Willow in the Wind     |
| 1990                                                    | «The Battle Hymn of Love» (con Tim O'Brien)       | 9  | 10 | A Collection of Hits   |
| 1990                                                    | «A Few Good Things Remain»                        | 9  | 7  | A Collection of Hits   |
| 1991                                                    | «Time Passes By»                                  | 7  | 7  | Time Passes By         |
| 1991                                                    | «Whole Lotta Holes»                               | 18 | 12 | Time Passes By         |
| 1991                                                    | «Asking Us to Dance»                              | 27 | 65 | Time Passes By         |
| 1992                                                    | «Lonesome Standard Time»                          | 11 | 14 | Lonesome Standard Time |
| 1993                                                    | «Standing Knee Deep in a River (Dying of Thirst)» | 19 | 24 | Lonesome Standard Time |
| 1993                                                    | «Seeds»                                           | 50 | 37 | Lonesome Standard Time |
| 1993                                                    | «Listen to the Radio»                             | 64 | —  | Lonesome Standard Time |
| 1994                                                    | «Walking Away a Winner»                           | 3  | 16 | Walking Away a Winner  |
| 1994                                                    | «Nobody's Gonna Rain on Our Parade»               | 13 | 8  | Walking Away a Winner  |
| 1994                                                    | «Maybe She's Human»                               | 34 | 36 | Walking Away a Winner  |
| 1995                                                    | «Clown in Your Rodeo»                             | 20 | 37 | Walking Away a Winner  |
| 1997                                                    | «455 Rocket»                                      | 21 | 16 | Love Travels           |
| 1997                                                    | «I'm on Your Side»                                | —  | —  | Love Travels           |
| 1997                                                    | «Love Travels»                                    | 39 | 79 | Love Travels           |
| 1998                                                    | «Patiently Waiting»                               | —  | —  | Love Travels           |
| "—" denota que el lanzamiento no apareció en las listas |                                                   |    |    |                        |

### Décadas de 2000 y 2010
| 2000                                                    | «The Trouble with Angels» | 53 | —  | The Innocent Years   |
| 2000                                                    | «BFD»                     | 63 | 46 | The Innocent Years   |
| 2002                                                    | «They Are the Roses»      | —  | —  | Roses                |
| 2006                                                    | «Live It»                 | —  | —  | Right Out of Nowhere |
| 2012                                                    | «Hello, My Name Is Coal»  | —  | —  | Calling Me Home      |
| "—" denota que el lanzamiento no apareció en las listas |                           |    |    |                      |

### Otros sencillos

#### Sencillos como invitada
| 1991                                                    | «Voices That Care»    | Various Artists        | —  | 11 | 6 | —  | Sin disco                  |
| 1993                                                    | «Romeo»               | Dolly Parton & Friends | 27 | 50 | — | 33 | Slow Dancing with the Moon |
| 1994                                                    | «Teach Your Children» | The Red Hots           | 75 | —  | — | —  | Red Hot + Country          |
| 1999                                                    | «Among the Missing»   | Michael McDonald       | 73 | —  | — | —  | Sin disco                  |
| "—" denota que el lanzamiento no apareció en las listas |                       |                        |    |    |   |    |                            |

## Vídeos musicales
| Año  | Título                                            | Director          |
| ---- | ------------------------------------------------- | ----------------- |
| 1984 | «You've Got a Soft Place to Fall»                 |                   |
| 1985 | «Heart of the Country» (en vivo)                  |                   |
| 1986 | «Walk the Way the Wind Blows»                     |                   |
| 1988 | «Eighteen Wheels and a Dozen Roses»               | Jim May/Coke Sams |
| 1989 | «Come from the Heart»                             | Jim May           |
| 1989 | «Where've You Been»                               | Jim May           |
| 1990 | «The Battle Hymn of Love" (con Tim O'Brien)       | Bill Pope         |
| 1991 | «Time Passes By»                                  | Jack Cole         |
| 1991 | «Asking Us to Dance»                              | Jack Cole         |
| 1992 | «Lonesome Standard Time»                          | Jack Cole         |
| 1993 | «Standing Knee Deep in a River (Dying of Thirst)» | Michael Salomon   |
| 1993 | «There's a New Kid in Town»                       | Steven Goldmann   |
| 1993 | «Mary, Did You Know?»                             | Jim Hershleder    |
| 1994 | «Walking Away a Winner»                           | Steven Goldmann   |
| 1994 | «Nobody's Gonna Rain on Our Parade»               | Steven Goldmann   |
| 1994 | «Maybe She's Human»                               | Jim Hershleder    |
| 1995 | «Clown in Your Rodeo»                             | Steven Goldmann   |
| 1997 | «455 Rocket»                                      | Steven Goldmann   |
| 1997 | «I'm on Your Side»                                | Steven Goldmann   |
| 2000 | «The Trouble with Angels»                         | Steven Goldmann   |
| 2012 | «Hello, My Name Is Coal»                          | Becky Fluke       |

### Apariciones como invitada
| Año  | Título                               | Artista               | Director            |
| ---- | ------------------------------------ | --------------------- | ------------------- |
| 1991 | «Voices That Care»                   | Varios artistas       | David S. Jackson    |
| 1993 | «Romeo»                              | Dolly Parton          | Randee St. Nicholas |
| 1994 | «Teach Your Children»                | The Red Hots          |                     |
| 1994 | «He Thinks He'll Keep Her» (en vivo) | Mary Chapin Carpenter | Bud Schaetzle       |
| 2000 | «Among the Missing»                  | Michael McDonald      |                     |